# Sliver (película)
Sliver (conocida en México como Sliver: una invasión a la intimidad y en España como Acosada) es una película estadounidense estrenada en mayo de 1993 y fue famosa por ser el siguiente filme de Sharon Stone después de la exitosa Basic Instinct. El título inglés Sliver alude al rascacielos donde ocurren los hechos. 
Está basada en un superventas de Ira Levin, quien fuese autor de otros relatos igualmente llevados al cine: El bebé de Rosemary (La semilla del diablo) y Las mujeres de Stepford (película que protagonizó Nicole Kidman).

## Argumento
Después de divorciarse, la bella Carly Norris se traslada a vivir a un lujoso edificio de la zona alta de Nueva York. Sin embargo ella descubre allí pronto, que se han producido varios accidentes mortales y rodeados de misterio en el edificio donde ahora vive. Adicionalmente Zeke, un atractivo soltero, y Jack, autor de best-sellers sobre crímenes reales, que vive obsesionado con los incidentes acaecidos en el edificio, son los vecinos que más le llaman para ella la atención al respecto.

## Reparto
- Sharon Stone - Carly Norris
- William Baldwin - Zeke Hawkins
- Tom Berenger - Jack Landsford
- Polly Walker - Vida Warren
- Colleen Camp - Judy Marks
- Amanda Foreman - Samantha Moore
- Martin Landau - Alex Parsons
- CCH Pounder - Lt. Victoria Hendrix
- Nina Foch - Mrs. McEvoy
- Keene Curtis - Gus Hale
- Nicholas Pryor - Peter Farrell
- Anne Betancourt - Jackie Kinsella

## Producción
Fueron famosos los conflictos que se vivieron durante la filmación, y el final fue totalmente cambiado una semana antes de su estreno en Estados Unidos.[cita requerida] El tema central estuvo a cargo del exitoso proyecto musical Enigma y se llamó "Carly's song", una canción dedicada al personaje principal de la película, como también a la entonces esposa de Michael Cretu, Sandra (proyecto musical Enigma).PELICULA TV HB tv FC. Se dice que William Baldwin realizó un desnudo frontal pero que fue eliminado de la versión final.[cita requerida]

## Banda sonora
Sliver es el nombre de la banda sonora de la película homónima de 1993, protagonizada por Sharon Stone, William Baldwin y Tom Berenger. Fue producida bajo la discográfica Virgin Records, con la producción de Howard Shore y Tim Sexton.
1. Can't Help Falling in Love - Ub 40
2. Carly's Song - Enigma
3. Slid - Fluke
4. Unfinished Sympathy - Massive Attack

## Fechas de estreno mundial
| País                                                                          | Fecha de estreno                  |
| ----------------------------------------------------------------------------- | --------------------------------- |
| Alemania                                                                      | Jueves 19 de agosto de 1993       |
| Argentina                                                                     | Jueves 12 de agosto de 1993       |
| Australia                                                                     | Jueves 10 de junio de 1993        |
| Austria                                                                       | Viernes 20 de agosto de 1993      |
| Bélgica                                                                       | Miércoles 25 de agosto de 1993    |
| Belice · Costa Rica · El Salvador · Guatemala · Honduras · Nicaragua · Panamá | Viernes 20 de agosto de 1993      |
| Brasil                                                                        | Viernes 20 de agosto de 1993      |
| Bulgaria                                                                      | Viernes 26 de noviembre de 1993   |
| Chile                                                                         | Jueves 19 de agosto de 1993       |
| Chipre                                                                        | Viernes 19 de noviembre de 1993   |
| Colombia                                                                      | Jueves 9 de septiembre de 1993    |
| Corea del Sur                                                                 | Sábado 14 de agosto de 1993       |
| Croacia                                                                       | Jueves 25 de noviembre de 1993    |
| Dinamarca                                                                     | Viernes 5 de noviembre de 1993    |
| Ecuador                                                                       | Miércoles 1 de septiembre de 1993 |
| Egipto                                                                        | Lunes 8 de noviembre de 1993      |
| Eslovenia                                                                     | Jueves 23 de diciembre de 1993    |
| España                                                                        | Viernes 3 de septiembre de 1993   |
| Estados Unidos · Canadá                                                       | Viernes 21 de mayo de 1993        |
| Filipinas                                                                     | Miércoles 27 de octubre de 1993   |
| Finlandia                                                                     | Viernes 20 de agosto de 1993      |
| Francia                                                                       | Miércoles 25 de agosto de 1993    |

| País                         | Fecha de estreno                 |
| ---------------------------- | -------------------------------- |
| Grecia                       | Viernes 19 de noviembre de 1993  |
| Hong Kong                    | Jueves 14 de octubre de 1993     |
| Hungría                      | Jueves 18 de noviembre de 1993   |
| India                        | Viernes 13 de mayo de 1994       |
| Indonesia                    | Martes 19 de octubre de 1993     |
| Israel                       | Viernes 27 de agosto de 1993     |
| Italia                       | Viernes 1 de octubre de 1993     |
| Japón                        | Sábado 30 de octubre de 1993     |
| Líbano                       | Viernes 17 de septiembre de 1993 |
| Malasia                      | Jueves 23 de septiembre de 1993  |
| México                       | Viernes 3 de septiembre de 1993  |
| Noruega                      | Viernes 1 de octubre de 1993     |
| Nueva Zelanda                | Viernes 24 de septiembre de 1993 |
| Países Bajos                 | Jueves 26 de agosto de 1993      |
| Perú                         | Viernes 8 de octubre de 1993     |
| Polonia                      | Viernes 12 de noviembre de 1993  |
| Portugal                     | Viernes 10 de septiembre de 1993 |
| Reino Unido Irlanda          | Viernes 3 de septiembre de 1993  |
| República Checa · Eslovaquia | Jueves 23 de septiembre de 1993  |
| República Dominicana         | Jueves 15 de julio de 1993       |
| Rumania                      | Viernes 4 de febrero de 1994     |
| Singapur                     | Jueves 22 de julio de 1993       |
| Sudáfrica                    | Viernes 3 de diciembre de 1993   |
| Suecia                       | Viernes 1 de octubre de 1993     |
| Suiza                        | Viernes 20 de agosto de 1993     |
| Tailandia                    | Sábado 11 de septiembre de 1993  |
| Taiwán                       | Sábado 21 de agosto de 1993      |
| Turquía                      | Viernes 15 de octubre de 1993    |
| Uruguay                      | Viernes 24 de septiembre de 1993 |
| Venezuela                    | Miércoles 18 de agosto de 1993   |

## Recepción
La crítica no fue positiva (fue nominado a siete Razzies o antiOscars) y sus ingresos en taquilla no fueron los esperados, ya que tras debutar en primera posición, cayó a la sexta en la segunda semana. A pesar de ello, recaudó en todo el mundo algo más de 116 millones de dólares, habiendo costado 40. Fue estrenada en formato DVD por Paramount Pictures en marzo del 2006. La edición no cuenta con ningún extra y es la versión Sin Censura, que incluye un par de minutos extra con secuencias sexuales más explícitas. Viene en formato widescreen.